# Ларс А. Фишингер
Ларс А. Фишингер (на немски: Lars A. Fischinger) е немски писател роден през 1974 г. в малкия германски град Кьосфелд-Лете. Той пише книги по теми за НЛО, палеоастронавтика и палеоантропология.